# Hayate Tanaka
Hayate Tanaka (japanisch 田中 颯 Tanaka Hayate; * 10. Juni 1999 in der Präfektur Tokio) ist ein japanischer Fußballspieler.

## Karriere
Hayate Tanaka erlernte das Fußballspielen in der Jugendmannschaft des Zweitligisten Tokyo Verdy sowie in der Universitätsmannschaft der Sangyō-Universität Kyōto. Seinen ersten Vertrag unterschrieb er am 1. Februar 2022 beim Zweitligisten Tokushima Vortis. 2022 kam er nicht zum Einsatz. Sein Zweitligadebüt gab Hayate Tanaka am 12. März 2023 (4. Spieltag) im Heimspiel gegen Tokyo Verdy. Bei der 0:2-Heimniederlage stand er in der Startelf und spielte die kompletten 90 Minuten.